# Grota da Lagoa
A Grota da Lagoa é um curso de água português, localizado na freguesia açoriana de Agualva, concelho da Praia da Vitória, ilha Terceira, arquipélago dos Açores.
Este curso de água encontra-se geograficamente localizado na parte Noroeste da ilha Terceira e tem a sua origem a cerca de 600 metros de altitude, nos contrafortes do complexo vulcânico do Pico Alto, a segunda formação geológica da ilha Terceira que se eleva a 809 metros de altitude acima do nível do mar e faz parte de bacia hidrográfica gerada pela própria montanha.
Atravessa no seu percurso a freguesia da Agualva e a Reserva Natural da Alagoa da Fajãzinha, importante zona de conservação da natureza onde encontra o Oceano Atlântico.